# Celina, Ohio
Celina là một thành phố thuộc quận Mercer, tiểu bang Ohio, Hoa Kỳ. Năm 2010, dân số của thành phố này là 10400 người.

## Dân số
- Dân số năm 2000: 10303 người.
- Dân số năm 2010: 10400 người.